# Leoncjusz (Izot)
Leoncjusz, imię świeckie Lawrientij Tierientjewicz Izot lub Lavrente Terentievici Izot (ur. 26 sierpnia 1966 w Slava Rusă) – duchowny Rosyjskiej Prawosławnej Cerkwi Staroobrzędowej w Rumunii, od 1996 metropolita białokrynicki i tym samym zwierzchnik rumuńskiej gałęzi Kościoła.

## Biografia
Urodził się 26 sierpnia 1966 roku w wiosce Slava Rusă, w okręgu Tulcza, w regionie Dobrudża w Rumunii, w rodzinie starowiernej.
W 1984 roku ukończył szkołę średnią w Tulczy, z zawodu ślusarz-budowniczy statków. W latach 1984-1986 pracował w stoczni. 3 czerwca 1986 roku został powołany do wojska. Zdemobilizowany 28 października 1987 roku.
W marcu 1988 roku, z błogosławieństwem biskupa Slavskiego Leonida (Samujłowa), wstąpił jako posłusznik do bractwa męskiego monastyrza Uspenskiego, znajdującego się 4 km od wsi Slava Rusă.
21 lipca 1988 roku w Wwedenskim klasztorze kobiecym w Slava Rusă został wyniesiony przez biskupa Slavskiego Leonida (Samujłowa) do rangi lektora. 21 lipca 1989 został tam wyświęcony na diakona przez biskupa Slavskiego Leonida. 11 czerwca 1990 roku przyjął postrój zakonny z imieniem Leoncjusz pod duchowym kierownictwem mnicha Ezechiela (później schimonacha Hilaria). 21 listopada 1992 roku został wyniesiony do rangi archidiakona.
20 lutego 1996 roku na soborze Mitropolii Białokrynickiej został wybrany kandydatem na biskupa na Eparchię Brailo-Tulczyńską. 24 marca 1996 roku w cerkwi Narodzenia Najświętszej Maryi Panny w byłej wiosce Pisk w mieście Braila został wyświęcony na biskupa.
21 sierpnia 1996 roku zmarł Mitropolit Białokrynicki Timon (Gawriłow), a na soborze 24 października 1996 roku biskup Brailo-Tulczyński Leoncjusz został wybrany mitropolitem Białokrynickim i wszystkich staroprawosławnych chrześcijan. 27 października odbyło się jego wprowadzenie do mitropolity, którego dokonali biskup mołdawski Afanasiusz (Dionise), arcybiskup Amerykański, Australijski i Kanadyjski Sofroniusz (Lipali) i Mitropolit Moskiewski Alimpiusz (Gusiew).